# Mychonia divaricata
Mychonia divaricata är en fjärilsart som beskrevs av Paul Dognin 1906. Mychonia divaricata ingår i släktet Mychonia och familjen mätare. Inga underarter finns listade i Catalogue of Life.